# Lingua maninka
Il maninka (anche malinké o maninkakan) è una lingua (più precisamente un gruppo di lingue affini) parlata nell'Africa Occidentale, soprattutto in Guinea e Mali, ma anche in Liberia, Senegal, Sierra Leone e Costa d'Avorio. È la lingua principale dell'etnia mandingo, chiamata anche malinke, ed è parlata da un numero di individui compreso tra i 2 e i 3 milioni.

## Varianti
Il sistema di classificazione delle lingue ISO 639-3 comprende sotto il nome di maninka (o maninkakan che letteralmente significa linguaggio dei maninka), sei differenti linguaggi:
- Eastern Maninkakan, o maninka orientale [emk] (conosciuto anche come malinké o malinké orientale), parlato da più di 2.000.000 di persone, soprattutto in Guinea e negli stati confinanti.
- Western Maninkakan, o maninka occidentale [mlq], con 525.300 parlanti tra Senegal, Gambia, Guinea-Bissau e Mali.
- Kita Maninkakan, o maninka centrale [mwk], 600.000 parlanti in Mali
- Konyanka Maninka [mku], 167.200 parlanti tra Guinea e Guinea-Bissau
- Sankaran Maninka [msc], 77.000 parlanti tra Guinea e Guinea-Bissau.
- Forest Maninka, o maninka della foresta [myq], 15.000 parlanti nel dipartimento di Odienné in Costa d'Avorio.

Tutte queste lingue fanno parte, assieme al mandinka, parlato in Senegal e Gambia, del macrolinguaggio noto come mandingo, che globalmente conta circa 5 milioni di parlanti. Tra i diversi maninka, la variante più diffusa e studiata è il maninka orientale, parlato soprattutto nella regione di Kankan, in Guinea. Sul maninka di Kankan è basato anche lo N'Ko, un sistema di scrittura e una lingua letteraria artificiale create nel 1949 dallo scrittore africano Solomana Kante, ed inteso come un sistema unificante per tutte le lingue mande.